# 쑤이위안성

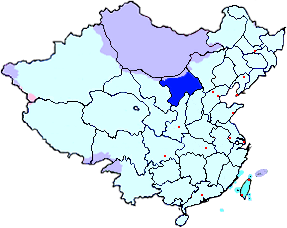
쑤이위안성의 위치

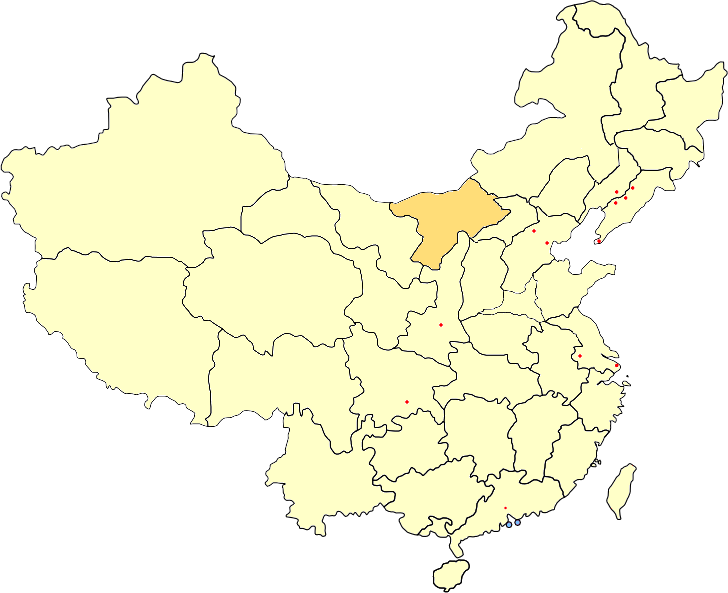
쑤이위안성의 위치

쑤이위안성(한국어: 수원성, 중국어: 綏遠省, 병음: Suíyuǎn Shěng)은 중화민국 통치 시기인 1928년에 설치되어 1954년까지 존속하였던 중화인민공화국의 성이다. 성도는 구이쑤이(歸綏, 귀수, 오늘날의 후허하오터시)였다. 면적은 329,397km2이고 인구는 1950년 경에 1,718,089명이었다. 1937년부터 1945년까지는 일본이 세운 괴뢰 정권인 몽강국의 일부가 되었다. 쑤이위안 성은 대략적으로 오늘날 내몽골 자치구의 후허하오터시, 바오터우시, 우하이시, 어얼둬쓰시, 바옌나오얼시 및 우란차부시의 일부를 포함하고 있었다.